# Vagão Branco
O Vagão Branco foi uma iniciativa da Companhia dos Caminhos de Ferro Portugueses, realizada em Espanha, para fazer propaganda turística a vários destinos portugueses, em especial ao Algarve.

## Descrição e história
O Vagão Branco consistia numa carruagem modificada, onde se expunham vários produtos de artesanato do Algarve, como objectos de cerâmica, cobre, e palma. Apresentava igualmente diversas conservas, e servia café português, num bar no interior.
Foi organizado em 1973, tendo parado em diversos pontos do território espanhol, incluindo Madrid, e posteriormente Badajoz, onde foi visitado por mais de 40 000 pessoas.